# Mistrz Samuel
Mistrz Samuel (szw. Mästerman) – szwedzki niemy dramat filmowy z 1920 roku w reżyserii Victora Sjöströma.

## Wybrana obsada
- Victor Sjöström – Sammel Eneman
- Concordia Selander – Matka Boman
- Greta Almroth – Tora
- Harald Schwenzen – Knut
- Tor Weijden – żeglarz
- Torsten Hillberg – żeglarz
- Olof Ås – żeglarz
- Simon Lindstrand – właściciel gospody
- William Larsson – kapitan statku
- Emmy Albiin – biedna kobieta